# Galactic Civilizations
Galactic Civilizations es un videojuego de  estrategia por turnos desarrollado por Stardock y lanzado al mercado en marzo de 2003. El juego es un remake de la saga de juegos para OS/2 del mismo nombre. Un pack de expansión llamado Altarian Prophecy (la Profecía Altariana) fue lanzada en julio de 2004. Una secuela, Galactic Civilizations II: Dread Lords, fue lanzada el 21 de febrero de 2006.

## Jugabilidad
El objetivo del juego consiste es llegar a dominar la vasta galaxia en su totalidad. Es posible obtener la victoria mediante la guerra, la dominación cultural, la diplomacia o desarrollando una abrumadoramente hiper-avanzada tecnología.
El aspecto más a tener en cuenta de Galactic Civilizations es su IA. Los jugadores controlados por el ordenador son sorprendentemente realistas e inteligentes a la hora de tomar decisiones estratégicas dentro del juego, sin embargo el juego carece de modo multijugador que suple con esta avanzada IA.
El juego requiere que por defecto elijamos jugar como la raza "humanos", pero esto puede ser profundamente modificado mediante el editor, nuestras decisiones dentro del juego y otros factores. Cada jugador controlado por la máquina tiene sus propias rutinas de IA, haciendo que cada uno pueda llegar a tener comportamientos predecibles y en cierto sentido "personalidades" distintas.

## Argumento

### Historia
La humanidad ha entrado en contacto con las 5 otras razas extranjeras más importantes en la galaxia. El viaje espacial es arriesgado y costoso, requieriendo enormes puertas de salto que sólo permiten viajar entre dos puntos específicos. Debido a que el viaje espacial es tan difícil, la galaxia sigue estando en su mayoría no colonizada. Los seres humanos hacen un gran descubrimiento Hiperimpulsión. Este invento permite viajar rápido entre dos estrellas cualesquiera. Los seres humanos comparten sus descubrimientos con las otras cinco razas principales. Toda la comunicación se detiene. Los humanos consideran que compartir su descubrimiento pudo haber sido un error. Ahora que la galaxia está abierta para la exploración, esto va a ser una carrera por reclamar todos los mundos aún no colonizados.

### Civilizaciones
- La Alianza Terran: Esta es la civilización que el jugador siempre debe usar. Es totalmente personalizable y renombrable por el jugador. La IA se seguirá refiriendo a ellos como humanos aunque en las opciones de personalización hayas cambiado eso. El jugador también puede elegir cualquier combinación de modificadores raciales o de partido, pudiendo de esta manera aplicar los estilos de juego diferentes y no estar restringido por los grados de moral o beligerancia.
- El Imperio Drengin: Una raza vil. Los Drengin son agresivos y orientados militarmente, haciéndolos peligrosos en las galaxias de pequeño tamaño aunque carecen a largo plazo de poder de permanencia en las galaxias de tamaños más grandes.
- La Resistencia Altariana: "cruzados santos", estas dos palabras ilustran la filosofía Altariana. Los Altarianos se parecen a los terranos, pero tienen "poderes psíquicos". Su alineamiento es Bueno y Legal Bueno, los Altarianos se apresuran a destruir toda civilización malvada a menos que dicha sociedad este proporcionando, a través del comercio, la mayor parte de sus ingresos.
- El Imperio Arcean: "imparcial" probablemente sea la palabra que mejor describe a los Arceans, ya que son considerados como una civilización neutral. Ni bueno ni malo, los Arceans son la raza menos sesgada de la galaxia y no tienen en cuenta las moralidades ni las filosofías de las otras civilizaciones a la hora de la diplomacia.
- El Colectivo Yor: Una raza de individuos artificiales con IA montada en un cuerpo artificial que creen que cualquier criatura orgánica no merece seguir existiendo, su alineación es siempre maligna.
- La Confederación Toriana: Esta raza alienígena (en el juego original) presenta un alineamiento "Caótico Bueno" (el rebelde), que se resumiría como "ellos siempre intentan hacer el bien, aunque sus métodos son generalmente desorganizados y normalmente chocan con la moral del resto de su sociedad, ya sea por ser estos déspotas contra los que se rebelan o por ser beatos que no aceptan sus maneras de hacer el bien". Los Torianos pronto desarrollaron una civilización, que fue invadida por los Drengin. Tras derrotar y expulsar a los Drengin de su mundo natal, los Torianos comenzaron su nueva civilización.

Dos nuevas razas fueron incluidas en el juego a raíz de su expansión Altarian Prophecy.
- El Dominion de los Korx: Una raza puramente malvada con un gran componente mercantil, Los Korx son (en el juego original) similares a los Arceans en su política de aceptar a cualquiera mientras los negocios sean beneficiosos y teniendo una filosofía de sopesar alianzas tanto con los beligerantes como con los pacíficos. Poco es conocido realmente de los Korx, ya que estos fueron una raza menor en el pasado.
- La Legión Drath: Una misteriosa raza reptiliana que parece tener resentimientos con los Altarianos, son clasificados como malvados.